# Rancogne
Rancogne – miejscowość i gmina we Francji, w regionie Nowa Akwitania, w departamencie Charente. W 2013 roku populacja ówczesnej gminy wynosiła 394 mieszkańców. 
W dniu 1 stycznia 2019 roku z połączenia dwóch ówczesnych gmin – Rancogne oraz Vilhonneur – powstała nowa gmina Moulins-sur-Tardoire. Siedzibą gminy została miejscowość Vilhonneur. 